# المؤتمر الدولي للطاقة المتجددة

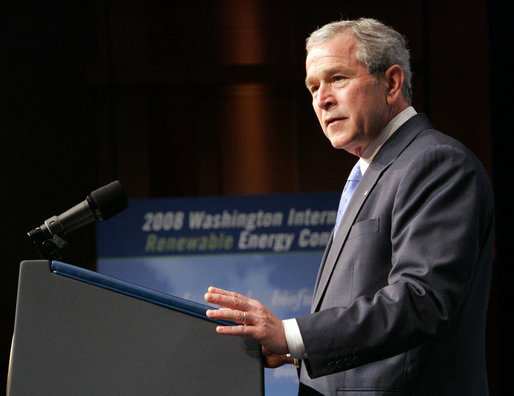
الرئيس جورج دبليو بوش يلقي ملاحظاته في مؤتمر واشنطن الدولي للطاقة المتجددة 2008 الأربعاء، 5 مارس 2008، في مركز مؤتمرات واشنطن في واشنطن العاصمة.

المؤتمر الدولي للطاقة المتجددة هو اجتماع لممثلين رفيعي المستوى من الفروع التنفيذية والتشريعية للحكومة على المستوى الوطني ودون المركزي، والمنظمات الدولية، ومجتمع المال والأعمال، والمجتمع المدني الذين يعملون على تعزيز تكامل الطاقة المتجددة في بلدانهم.

## نظرة تاريخية
تم إطلاق المؤتمر الدولي للطاقة المتجددة في مؤتمر مصادر الطاقة المتجددة 2004 في بون، وهو عبارة عن سلسلة مؤتمرات سياسية رفيعة المستوى مخصصة لسياسة الطاقة المتجددة في جميع أنحاء العالم. مكرسة حصريًا لقطاع الطاقة المتجددة، يُستضاف المؤتمر الدولي للطاقة المتجددة من حكومات متناوبة كل عامين. كان أحد الإنجازات الرئيسية لقمة الأرض 2002 بشأن التنمية المستدامة في جوهانسبرغ، جنوب أفريقيا، الاعتراف بأن الطاقة المتجددة هي عنصر حاسم في التنمية المستدامة، وأمن الطاقة، وتغير المناخ، وجودة الهواء. 
زاد الحماس العالمي للطاقة المتجددة بشكل كبير منذ مؤتمر القمة العالمي للتنمية المستدامة.

### بون
كان مؤتمر بون للطاقة المتجددة في عام 2004 هو المؤتمر الدولي الافتتاحي الذي استضافته الحكومة حول الطاقة المتجددة. شاركت 154 دولة في هذا المؤتمر الذي أسفر عن ثلاثة نتائج:
- إعلان سياسي يتضمن أهدافاً سياسية مشتركة لزيادة دور الطاقات المتجددة ويعكس رؤية مشتركة لمستقبل الطاقة المستدامة، ويوفر وصولاً أفضل وأكثر إنصافًا إلى الطاقة بالإضافة إلى زيادة كفاءة الطاقة.
- برنامج عمل دولي للالتزامات الطوعية بالأهداف والغايات والإجراءات ضمن مجالات المسؤولية الخاصة بالحكومات والمنظمات الدولية وأصحاب المصلحة الآخرين.
- توصيات السياسة الخاصة بالطاقات المتجددة التي يمكن أن تكون مفيدة للحكومات والمنظمات الدولية وأصحاب المصلحة أثناء تطويرهم لنهج واستراتيجيات سياسية جديدة ومعالجة أدوار ومسؤوليات الجهات الفاعلة الرئيسية.

### بكين
عقد مؤتمر عام 2005 في قاعة الشعب الكبرى في بكين في الفترة من 7 إلى 8 نوفمبر 2005. ودعا المؤتمر العالم للنظر في بدائل الطاقة المتجددة في وقت ترتفع فيه أسعار النفط.

### واشنطن
انعقد مؤتمر واشنطن الدولي للطاقة المتجددة (WIREC 2008) في الفترة من 4 إلى 6 مارس 2008.

### نيو دلهي
انعقد مؤتمر دلهي الدولي للطاقة المتجددة (DIREC 2010) في الفترة من 27 إلى 29 أكتوبر 2010، في نيودلهي، الهند.

### أبو ظبي
انعقد مؤتمر أبوظبي للطاقة المتجددة (ADIREC) في أبوظبي في يناير 2013. في إعلان، دعا المشاركون إلى مضاعفة حصص العالم من الطاقة المتجددة بحلول عام 2030 تحت قيادة الوكالة الدولية للطاقة المتجددة (إيرينا).

### جنوب أفريقيا
في أكتوبر 2015، أصبحت جنوب إفريقيا الدولة السادسة والأولى في إفريقيا التي تستضيف المؤتمر الدولي للطاقة المتجددة (IREC). قدم مؤتمر جنوب إفريقيا الدولي للطاقة المتجددة (SAIREC 2015) منصة عالمية لوزراء الحكومات وصناع القرار رفيعي المستوى والخبراء والمتخصصين وقادة الفكر، فضلاً عن الجهات الفاعلة في القطاع الخاص والمجتمع المدني، لمناقشة وتبادل رؤيتهم وخبراتهم. والحلول لتسريع التوسع العالمي للطاقة المتجددة.
في الفترة من 4 إلى 7 أكتوبر، استقبلت جنوب إفريقيا 3600 مندوب من أكثر من 80 دولة. تضمن هذا الحدث الدولي 24 جلسة مؤتمر ضمت أكثر من 150 متحدثًا و41 حدثًا جانبيًا و35 زيارة ميدانية تقنية و56 عارضًا، مما وفر فرصًا واسعة للمندوبين للمناقشة والتعلم والتواصل. قدم هذا المؤتمر منصة لمعالجة أمن الطاقة والوصول إليها. تحت شعار (إعادة تزويد الطاقة لإفريقيا)، أثبت المؤتمر سبب كون إفريقيا وجهة أعمال لقطاع الطاقة المتجددة. كما أتاح لأفريقيا فرصة فريدة لعرض صناعة الطاقة المتجددة الناشئة والواعدة واكتساب الخبرة من أفضل الممارسات المعتمدة في البلدان التي تتصدر نشر الطاقة المتجددة. في موازاة ذلك، أطلقت شبكة سياسة الطاقة المتجددة للقرن الحادي والعشرين تقرير حالة الطاقة المتجددة وكفاءة الطاقة لمجموعة الجماعة الإنمائية للجنوب الأفريقي، والذي يوفر نظرة عامة شاملة عن حالة الطاقة المتجددة وكفاءة الطاقة في المنطقة. ويغطي 15 دولة من مجموعة الإنمائية للجنوب الأفريقي: أنغولا، بوتسوانا، جمهورية الكونغو الديمقراطية، ليسوتو، مدغشقر، ملاوي، موريشيوس، موزمبيق، ناميبيا، سيشيل، جنوب إفريقيا، سوازيلاند، جمهورية تنزانيا المتحدة، زامبيا وزيمبابوي.
التقرير متاح في موقع شبكة سياسة الطاقة المتجددة للقرن الحادي والعشرينالإلكتروني مع سلسلة من الرسوم البيانية. تمت استضافة SAIREC من قبل وزارة الطاقة في جنوب إفريقيا جنبًا إلى جنب مع المعهد الوطني لتنمية الطاقة في جنوب إفريقيا، تحت قيادة وزيرة الطاقة، السيدة تينا جومات-بيترسون، مع شبكة سياسة الطاقة المتجددة للقرن الحادي والعشرينوالدعم النهائي الوزارة الاتحادية الألمانية للتعاون الاقتصادي والتنمية. انظر موقع شبكة سياسة الطاقة المتجددة للقرن الحادي والعشرين الإلكتروني لتقرير المؤتمر ونص الإعلان الكامل والصور

### مكسيكو سيتي
اجتمع مجتمع الطاقة المتجددة في مكسيكو سيتي منتصف سبتمبر تحت راية المؤتمر الدولي للطاقة المتجددة (IREC).
كان المؤتمر الدولي للطاقة المتجددة (MEXIREC) هو السابع في سلسلة هذه المؤتمرات، واستمر في تقليد جمع الجهات الفاعلة الحكومية وغير الحكومية حول تطوير سياسة الطاقة المتجددة.
تم تصميم أجندة المؤتمر لتشجيع نهج الأنظمة للطاقة حيث يُحلل توليد واستخدام الطاقة المتجددة من منظور متكامل ومتعدد الأوجه. أظهر المؤتمر كيف يحدث هذا التنوع، ليس فقط في أمريكا اللاتينية ومنطقة البحر الكاريبي ولكن في أماكن أخرى من العالم.
على مدار يومين، شارك أكثر من 1600 مندوب في المحادثات والعروض التقديمية التي تدور حول خمسة مجالات مواضيعية: السياسة والمالية ؛ قطاع الكهرباء والبنية التحتية؛ التدفئة والتبريد / النقل؛ الحصول على الطاقة / خلق القيمة المحلية؛ والابتكارات التكنولوجية. وكان حضور المهنيين والنساء الشباب ومشاركتهم النشطة أمرًا مشجعًا بشكل خاص. وانتهى بتقديم وقبول إعلان المؤتمر.
بالتوازي مع تقرير جديد، أُطلقت عطاءات الطاقة المتجددة والطاقة المجتمعية من أمريكا اللاتينية ومنطقة البحر الكاريبي. يفحص التقرير ظهور العطاءات ومشاريع القوة المجتمعية في المنطقة ويقترح عملية انضمام للتوفيق بين تعظيم العوائد الاقتصادية والتأثير الاجتماعي.
كان المؤتمر الحدث الرائد في "الحوارات من أجل مستقبل الطاقة، المكسيك 2017. نُظم في الفترة من 11 إلى 13 سبتمبر 2017 في مركز إكسبو سانتا في للمؤتمرات، مكسيكو سيتي وشارك في تنظيمه مجموعة SENER للهندسة والإنشاءات وشبكة سياسة الطاقة المتجددة للقرن الحادي والعشرينبدعم من الحكومة الألمانية. راجع موقع شبكة سياسة الطاقة المتجددة للقرن الحادي والعشرين الإلكتروني للحصول على تقرير المؤتمر ونص ا لإعلان الكامل والصور وغير ذلك الكثير.

## أنظر أيضا
- الوكالة الدولية للطاقة المتجددة
- قوائم حول الطاقة المتجددة